# Hohenzollernstraße (München)
Die Hohenzollernstraße ist eine rund 1,8 Kilometer lange Straße im Münchner Stadtteil Schwabing.

## Beschreibung
Sie beginnt an der Leopoldstraße, verläuft dann über den Kurfürstenplatz und Hohenzollernplatz und mündet heute nach der Winzererstraße im Westen in die Schwere-Reiter-Straße als ihre Verlängerung.
Zwischen Kurfürstenplatz und Leopoldstraße überwiegen kleinere Läden. Zusammen mit der Leopoldstraße bildet die Einkaufsstraße das sogenannte Schwabinger T.
Gemäß einer Studie des Verkehrsdaten- und SaaS-Anbieters Inrix von 2016 ist die Hohenzollernstraße die mit Verkehrsstau meistgeplagte Straße Deutschlands.
Vom Kurfürstenplatz Richtung Westen verkehren die Tram-Linien 12 und 27 über die Hohenzollernstraße.

## Geschichte
Bis zur Eingemeindung Schwabings 1890 nach München verlief die Burgfriedensgrenze um München in Höhe der Hohenzollernstraße. 1892 wurde die Straße von ihrem bisherigen Namen „Hörmannstraße“ nach dem Adelsgeschlecht der Hohenzollern umbenannt. 1901 gründete Wassily Kandinsky in der Hohenzollernstraße 6a seine Malschule „Phalanx“. Gabriele Münter wurde dort seine Schülerin. In der Hausnummer 104 hatte bis 1929 Willibald Besta sein Atelier. In der Hohenzollernstraße 21 befanden sich von 1902 an die von Wilhelm von Debschitz und Hermann Obrist gegründete „Lehr- und Versuchsateliers für angewandte und freie Kunst“, die sich zu Deutschlands größter privater Lehranstalt entwickelte. An ihr unterrichtete 1908 Paul Klee. 1910 hatte Emil Preetorius die Leitung der Schule inne. In der Hausnummer 1 lebte zeitweise die als „Schwabinger Skandalgräfin“ bekannte Schriftstellerin und Malerin Franziska zu Reventlow. Von 1920 bis 1930 lebte Joachim Ringelnatz im Gartenhaus der Hohenzollernstraße 31a/I. In der Hohenzollernstraße 110 verbrachte Werner Heisenberg rund vierzehn Jahre seiner Jugend.
1910 gründete Georg Kerschensteiner im 1905/1906 erbauten Gebäude in der Hohenzollernstraße 140 eine Versuchsschule. 1938 wurde das Gebäude zum Lazarett umfunktioniert, von 1945 bis 1960 diente es als „Chirurgisches Krankenhaus München-Nord“. 1961 zog dort eine Realschule ein, an der zum Beispiel Michael Lerchenberg zur Schule ging. Zwischen Zentnerstraße und Schleißheimer Straße befindet sich seit 1941 an der Hohenzollernstraße das im neoklassizistischen Stil gehaltene Nordbad, das z. B. über eine Tribüne für 1400 Zuschauer verfügt. Von 1959 bis 2009 befand sich in der Hohenzollernstraße 44 das Theater44.
Bis August 1900 hatte eine Pferdebahn auf der Linie vom Promenadeplatz zur Hohenzollernstraße verkehrt. Später führten Tramlinien vom Nikolaiplatz über die gesamte Länge der Hohenzollernstraße bis in die Barer Straße, die Schwere-Reiter-Straße und die Schleißheimer Straße. In den 1970er Jahren wurde das Teilstück zwischen Nikolaiplatz und Kurfürstenplatz eingestellt.
Von 1904 bis 1938 verlief der Westteil der Hohenzollernstraße über die Winzererstraße hinaus südlich der Prinz-Leopold-Kaserne entlang noch bis ab der Abzweigung der Elisabethstraße und ging dort in die damalige Leonrodstraße über. Dieser Teilbereich wurde 1938 der Schwere-Reiter-Straße zugeordnet.

## Baudenkmäler
An der Hohenzollernstraße liegen 33 Baudenkmäler.

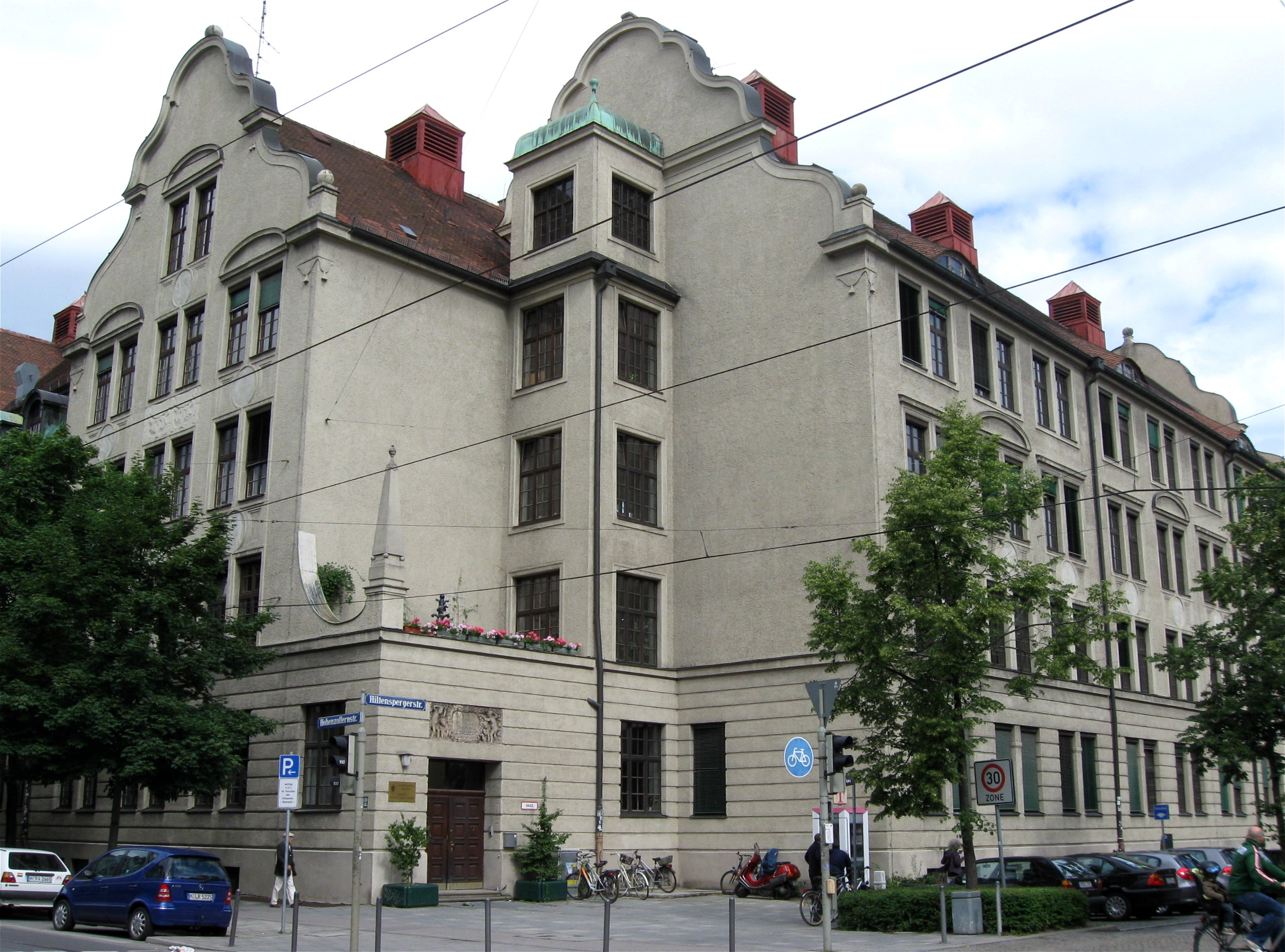
Städtische Hermann-Frieb-Realschule, Hohenzollernstraße 140
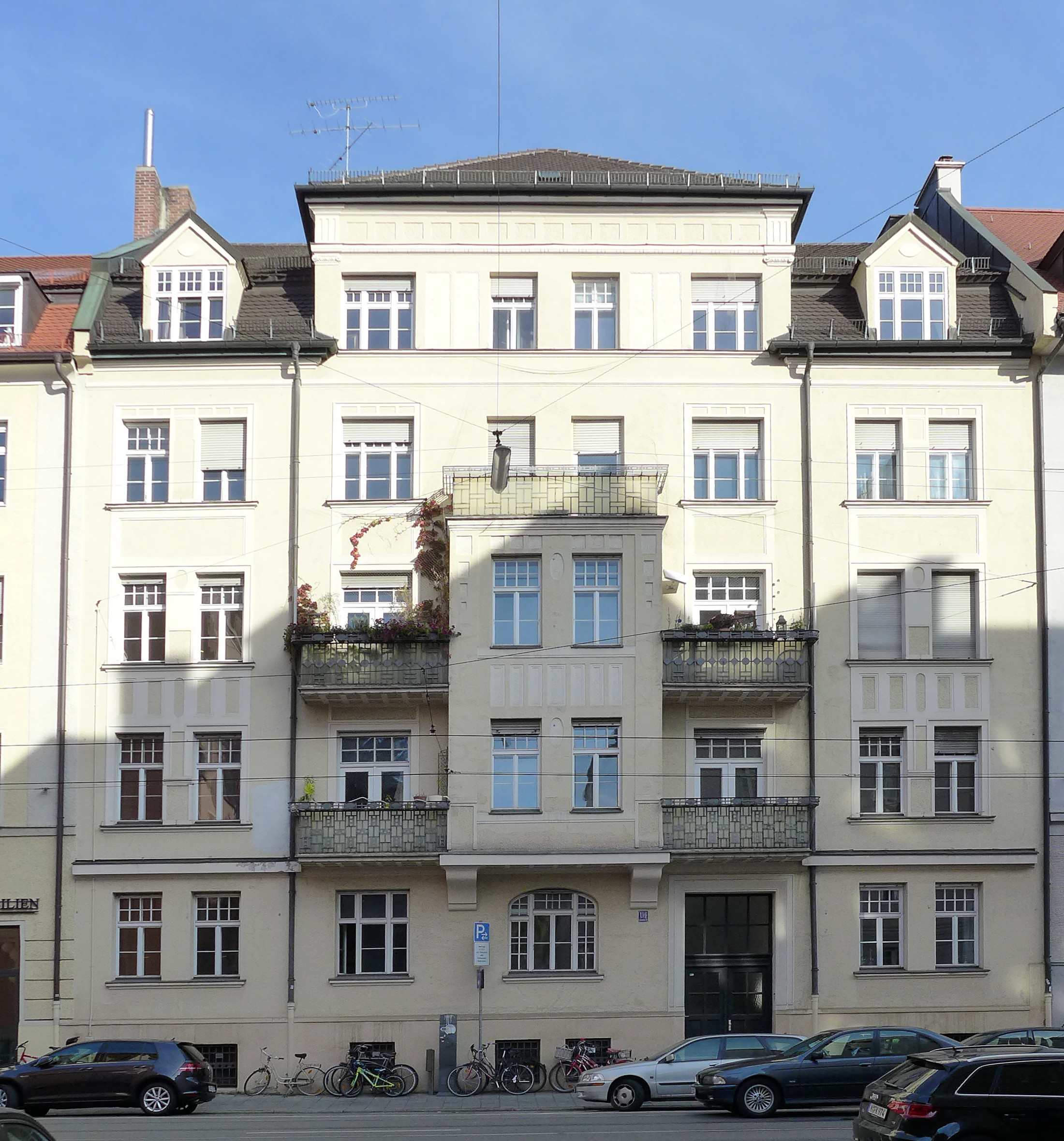
Hohenzollernstraße 116
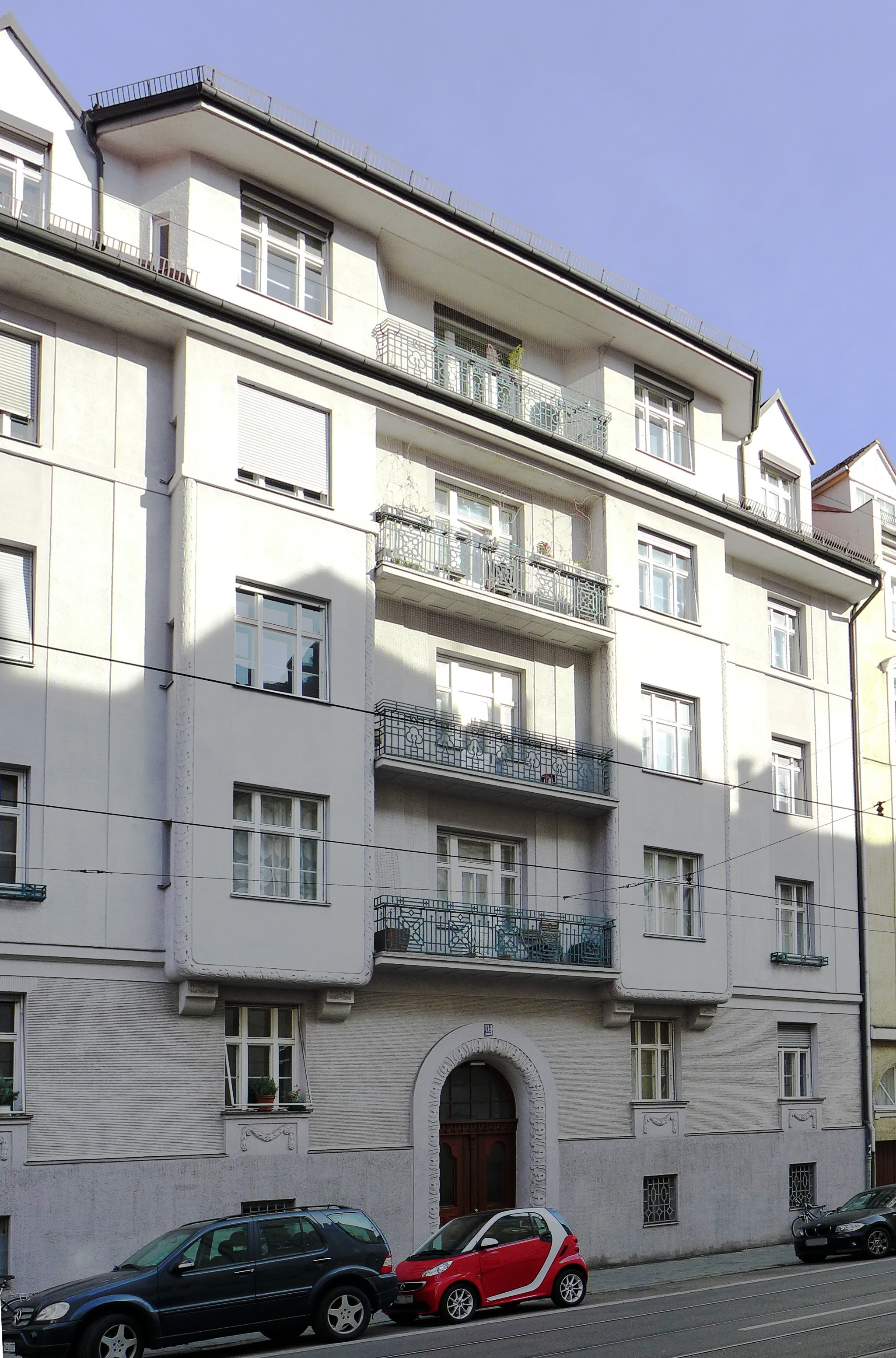
Hohenzollernstraße 114
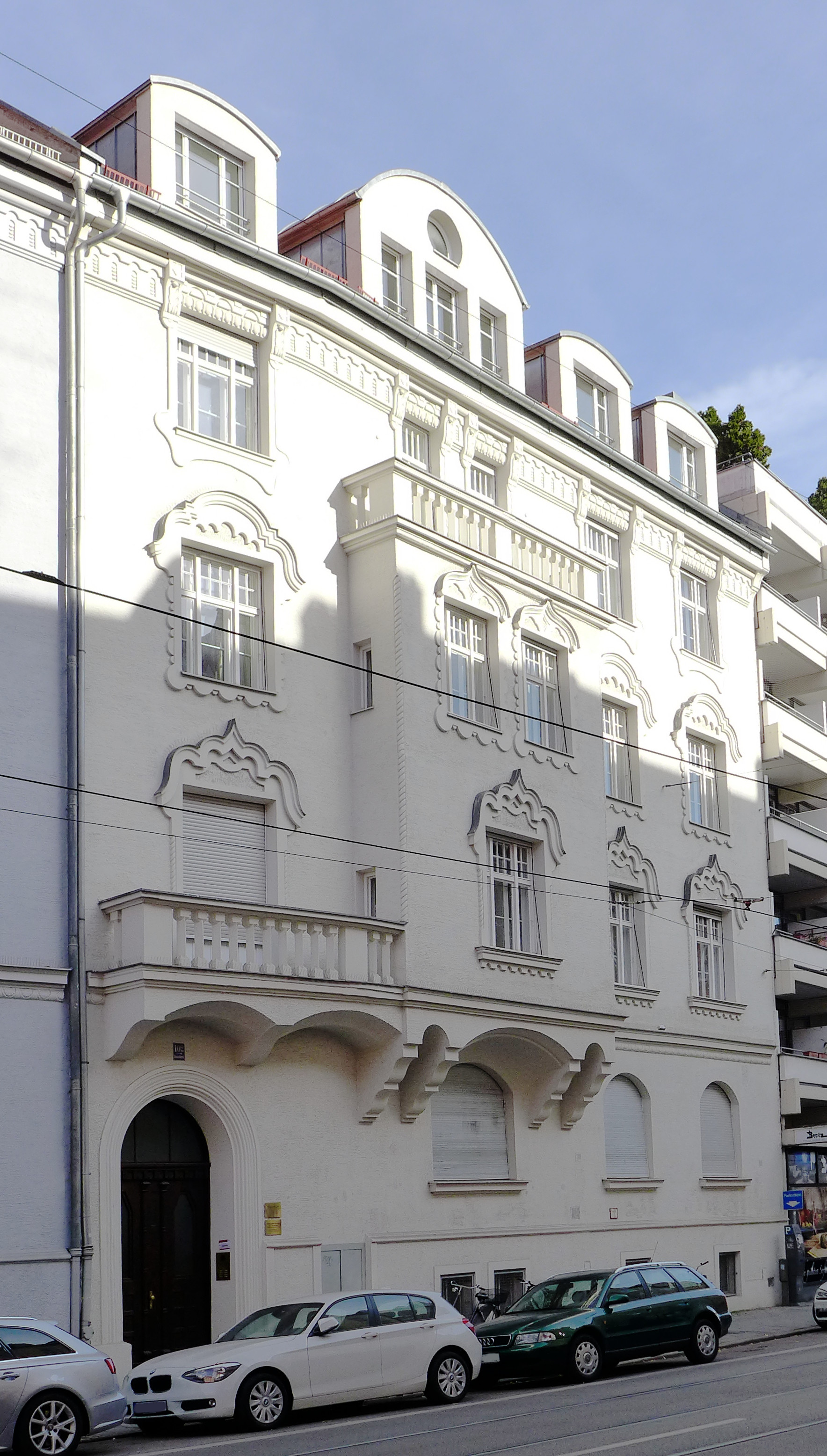
Hohenzollernstraße 102
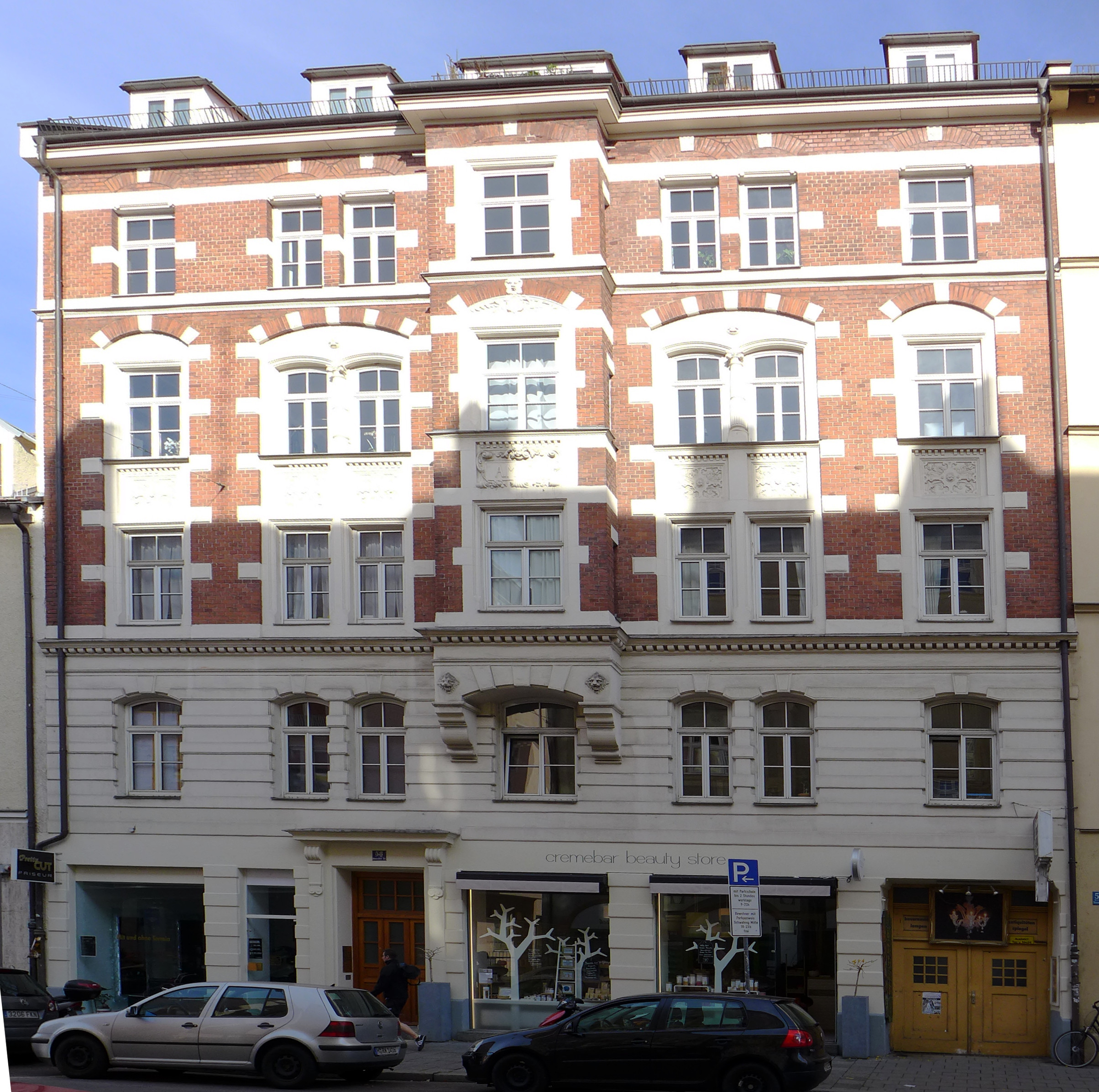
Hohenzollernstraße 58
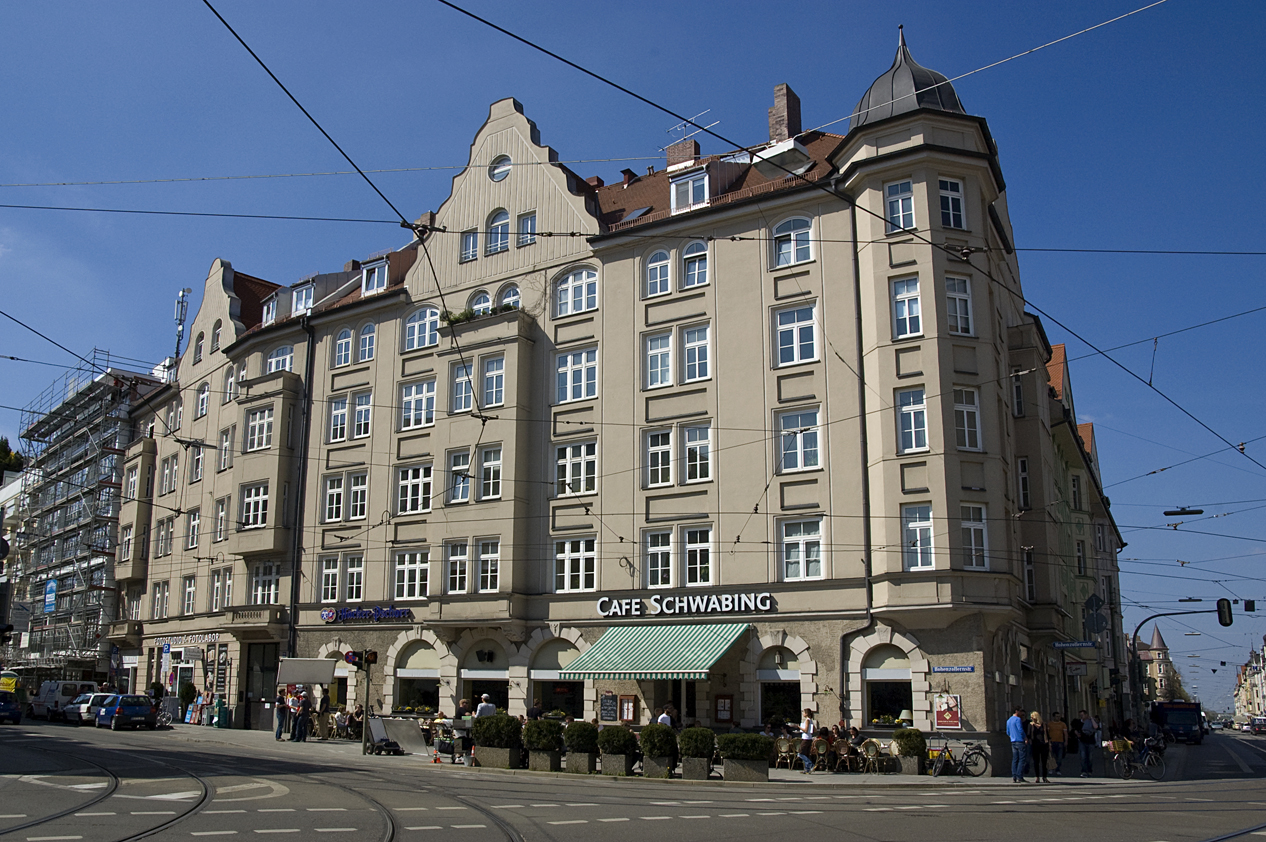
Cafe Schwabing
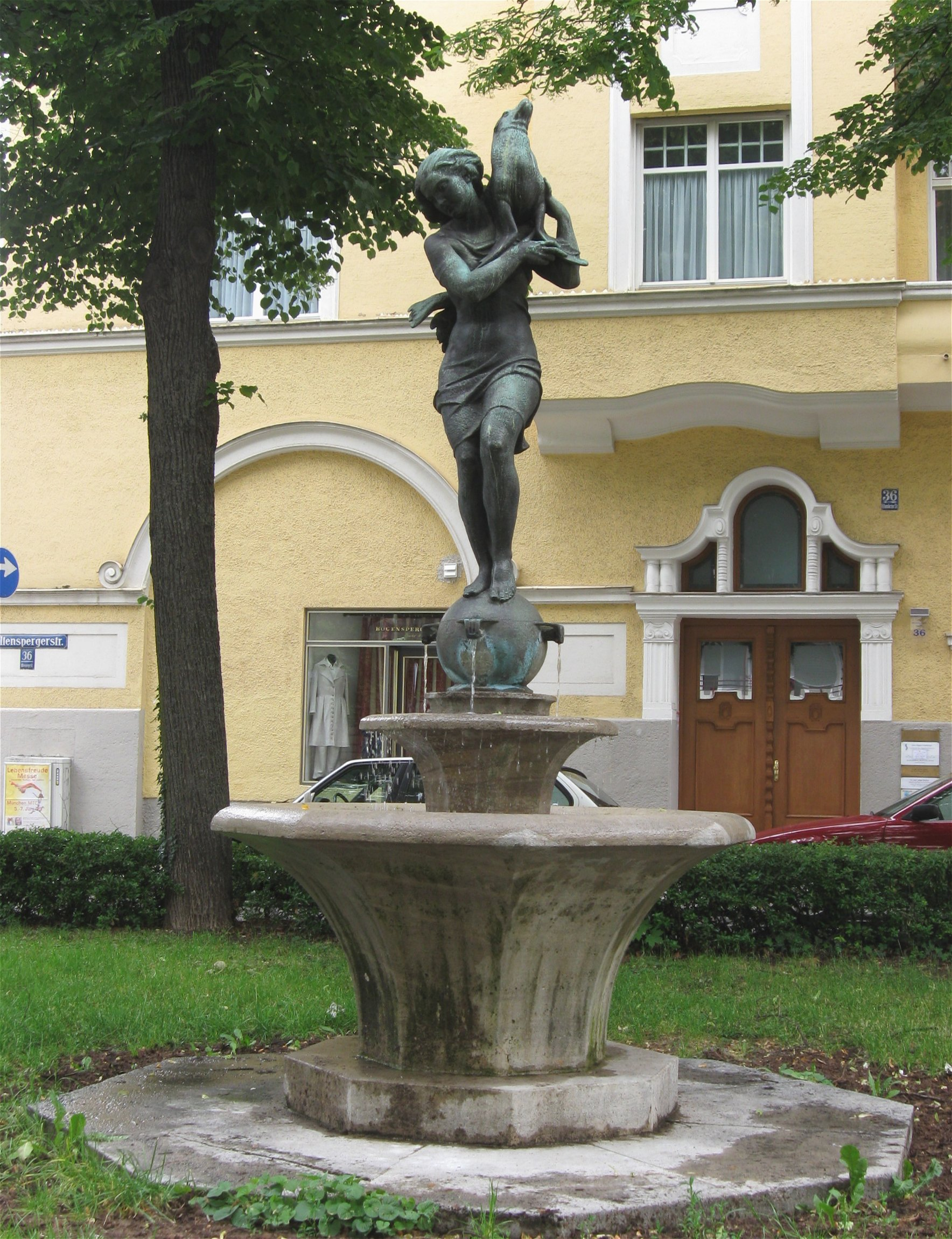
„Mädchen mit Seehund“, von Ferdinand Liebermann 1930, Hohenzollernplatz